# アントニアッツォ・ロマーノ

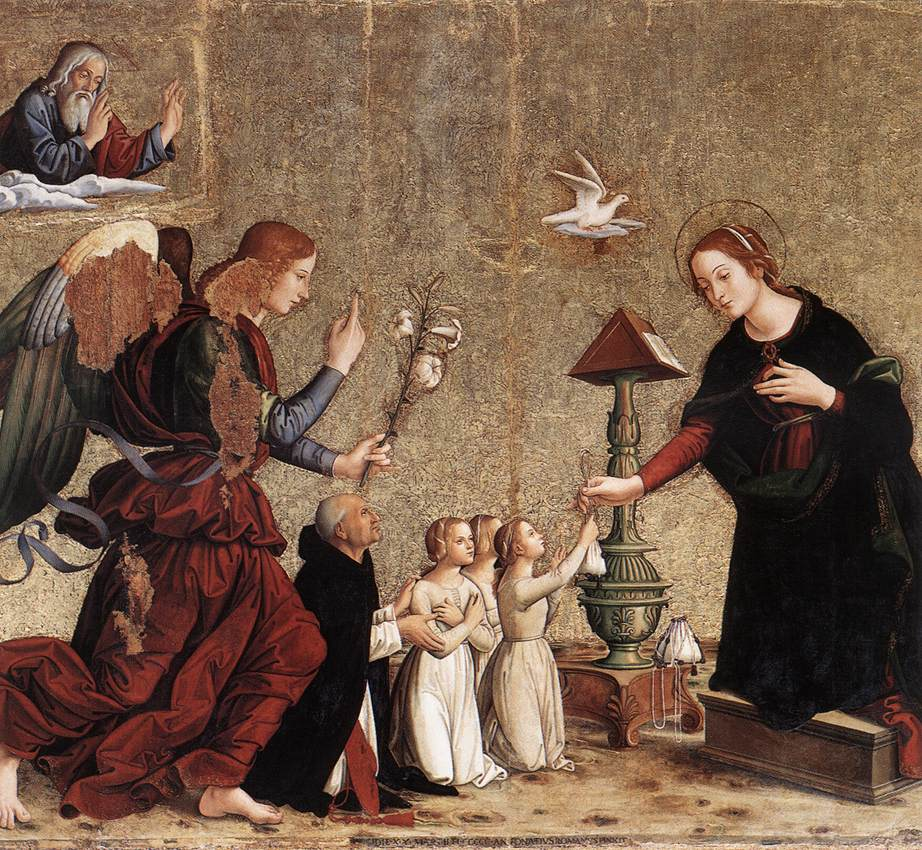
アントニアッツォ・ロマーノ『受胎告知』（1485年）ローマ、サンタ・マリア・ソプラ・ミネルヴァ教会

アントニアッツォ・ロマーノ（Antoniazzo Romano, 1430年頃 - 1510年頃）、本名アントニオ・ディ・ベネデット・アクィロ・デリ・アキリ（Antonio di Benedetto Aquilo degli Aquili）はルネサンス期のイタリアの画家。15世紀のローマ派の中心的人物である。

## 生涯
アントニアッツォはローマに生まれた。最初はラツィオの地元画家と同じように、ベノッツォ・ゴッツォリやフラ・アンジェリコの装飾法の影響を受けた。記録に残っている最初の作品は、スフォルツァ家のアレッサンドロ・スフォルツァの依頼で、ローマのサンタ・マリア・マッジョーレ大聖堂に描いた『聖ルカと聖母子』（1461年）のレプリカ（検証不可能）である。
1464年から、ローマ教皇の下で働きだし、その手始めに、リエーティに『聖者と聖母子』の三連祭壇画を制作した。1467年には、彼の生まれた場所からそう離れていない、ローマのサンティ・アポストリ教会のベッサリオン枢機卿礼拝堂の装飾を完成させた。装飾の中心は聖母のイコンで（現在はサン・アントニオ礼拝堂にある）、ローマにあったギリシャ人の教会、サンタ・マリア・イン・コスメディン教会にあったビザンティン美術のイコンの複製だった。アントニアッツォはイコンの複製画家としてかなりの需要があり、ビザンティン美術を元に多くの聖母画を制作したが、その中でもこの作品は特筆すべきものの一つである。それから、アントニアッツォは、ローマのTor de' Specchi修道院に、聖フランチェスカ・ロマーナの一生を描いたフレスコ画の連作を描き、さらに、ヴェネツィア宮殿の公共ラウンジの装飾を手掛けた。
1470年代、アントニアッツォはバチカン宮殿の装飾を、ペルジーノ、メロッツォ・ダ・フォルリ、ドメニコ・ギルランダイオらと共に手掛けた。中世的な特徴はまだ残してはいたものの、彼らの影響で、アントニアッツォの絵の人物たちは穏やかな風貌に、衣服も装飾的な模様に変わった。
メロッツォと共に、サンタ・マリア・ソプラ・ミネルヴァ教会のフレスコ画を制作し、引き続き、同教会のために『受胎告知』（1482年）を描いた。1475年から1480年にかけて、アントニアッツォは、ローマ教皇シクストゥス4世によって制定された聖母の祝日を促進しようと、聖母像の祭壇画ならびに板絵を作った。
それ以降のアントニアッツォの作品には徐々にマニエリスムの要素が強くなり、数人の画家たちに模写されたが、模写された絵がアントニアッツォの絵と間違われることがしばしばあった。
アントニアッツォは、ローマの画家・彩飾者のギルドである聖ルカ・アカデミアを創設した3人のうちの1人で、1478年に法規に署名した。
ヒューストン美術館にある、アントニアッツォの『寄進者と聖母』は、1991年のアメリカ合衆国郵便公社のクリスマス向け名画切手に選ばれている。

## 主要作品
- フランチェスカ・ロマーナの一生（1468年）フレスコ/ローマ、Tor de' Specchi修道院
- 玉座の聖母子（1470年頃）フレスコ/ローマ、サンタ・マリア・デッラ・コンソラッツィオーネ教会
- 聖ペテロ、聖パウロと聖母子（1474年頃）イタリア、フォンディ、サン・ピエトロ教会
- 受胎告知（1485年）木/ローマ、サンタ・マリア・ソプラ・ミネルヴァ教会
- 幼子イエスと聖者たちと玉座の聖母（1487年）油彩、板、166 x 165 cm/ローマ、イタリア 国立古典絵画館
- 聖ラウレンティウスと聖アンデレとキリスト降誕（1480年 - 1485年）テンペラ、板、142 x 176 cm/ローマ、イタリア 国立古典絵画館